# Срібні труби
«Срібні труби» (рос. «Серебряные трубы») — радянський художній фільм, знятий у 1970 році режисером Едуардом Бочаровим.

## Сюжет
Фільм розповідає про життя Аркадія Гайдара після Громадянської війни, у 1924 —1941 роках. Колишній командир Червоної армії починає з читання перших рукописів своїм друзям, а незабаром стає відомим дитячим письменником.

## У ролях
- Андрій Мягков —  Аркадій Гайдар
- Ірина Алфьорова —  епізод
- Михайло Яншин —  доктор
- Іван Лапиков —  мужик
- Вадим Захарченко — свідок на суді
- Володимир Балашов — Філіппов
- Микола Граббе — суддя
- Микола Парфьонов — Федотов
- Алевтина Румянцева —  вчителька Ніна Іванівна
- Вікторія Радунська —  співробітниця редакції
- Тамара Яренко —  засідатель

## Знімальна група
- Режисер — Едуард Бочаров
- Сценаристи — Володимир Железников, Олексій Леонтьєв
- Оператори — Анатолій Буравчиков, Петро Катаєв
- Композитор — Борис Карамишев
- Художник — Марк Горелик